# Camponotus altivagans
Camponotus altivagans é uma espécie de inseto do gênero Camponotus, pertencente à família Formicidae.